# 酒井温理
酒井 温理（さかい あつはる、1875年〈明治8年〉 - 1962年〈昭和37年〉5月15日）は、日本の英文学者。青山学院大学教授。

## 略歴
- 1875年（明治8年） - 酒井直温の子として生まれる。
- 青山学院大学教授

## 栄典
外国勲章佩用允許
- 1936年（昭和11年）4月1日 - ポーランド共和国：ドール・メリット勲章[2]

## 著作

### 著書

#### 単著
- 『英文法例題通解』大同館書店、1914年5月。全国書誌番号:43011623。
- Japan in a nutshell. v. 1 Religion, culture, popular practices. Yamagata Print. Co.. (1949). NCID BA13725757
- Japan in a nutshell. v. 2 Japanese psychology, tradition, customs and manners. Yamagata Print. Co.. (1952). NCID BA13725757
- East and West in topsyturvydom. Yamagata Print. Co.. (1953). NCID BA53032596
- An analysis of Japanese characteristics. Yamagata Print.. (1957). NCID BA53034503. 全国書誌番号:22223031
- Japanese puns and fun. Yamagata Printing. (1960). NCID BA48974645. 全国書誌番号:22041674

#### 共著
- De Garis, Frederic、Atsuharu Sakai、H.S.K. Yamaguchi『We Japanese : being descriptions of many of the customs, manners, ceremonies, festivals, arts and crafts of the Japanese, besides numerous other subjects』Fujiya Hotel、1950年。 NCID BA0718004X。

#### 編集
- 『育児暁星園 那須野孤児院』暁星園、1898年3月。全国書誌番号:40031464。
- 『本多記念青山教会五十年史及懐古録』生江孝之、1932年11月。 NCID BN14325519。全国書誌番号:47015364 全国書誌番号:79023718。

### 論文
- 「農業蟻（上）」『昆蟲』第1巻第1号、東京昆蟲学会、1926年6月、55-57頁、NAID 110003377698。
- 「農業蟻（下）」『昆蟲』第1巻第2号、東京昆蟲学会、1926年11月、121-124頁、NAID 110006197684。

## 親族
- 従兄弟：酒井直次 - 陸軍中将
- 従甥：酒井次武 - 陸軍大尉、陸上自衛隊陸将